# Gut Selikum

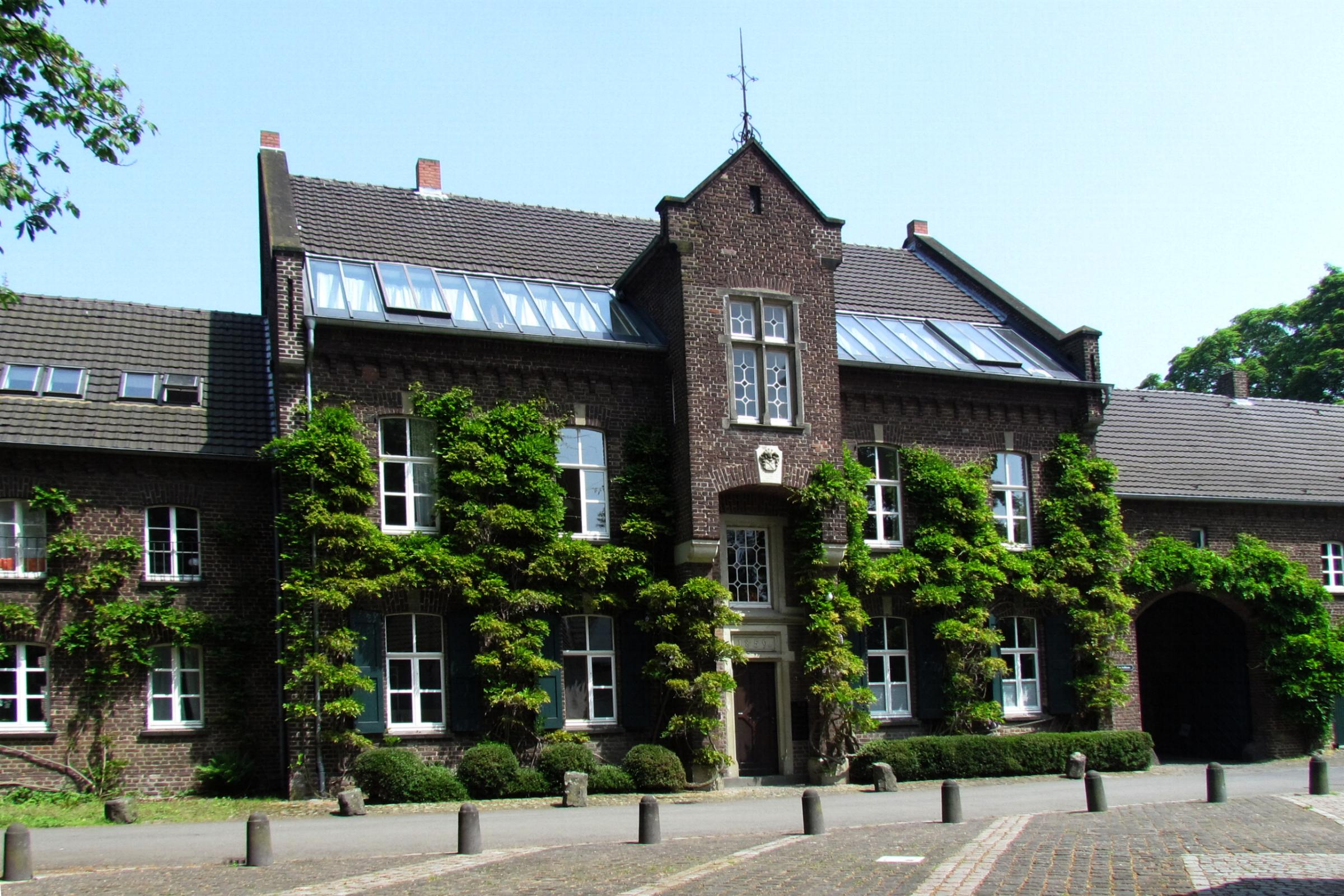
Gut Selikum, um 2012

Das Gut Selikum ist eine denkmalgeschützte Hofanlage in Selikum, Neuss. Der ursprüngliche Hof zählte zu Schloss Reuschenberg. Die heutige Gebäude stammen aus dem Jahr 1862, nach anderen Angaben 1859, und wurden in den 1980er Jahren aufwendig saniert;  Bauherren waren die beiden Künstler Gerhard Hoehme und Michael Kortländer.